# Временное правительство России
Вре́менное революцио́нное прави́тельство, также Росси́йское вре́менное прави́тельство (2 (15) марта — 26 октября (8 ноября) 1917 год) — высший исполнительно-распорядительный и законодательный орган государственной власти в России в период между февралём и октябрём 1917 года.
Было создано в ходе начавшейся революции по соглашению между Временным комитетом Государственной думы и исполкомом Петроградского Совета рабочих и солдатских депутатов (Петросовета) (см. Двоевластие).
Официальный печатный орган — Собрания узаконений и распоряжений правительства, издаваемые при Правительствующем Сенате.

## Создание
26 февраля (11 марта) 1917 года Высочайшим указом деятельность IV Государственной думы была приостановлена.

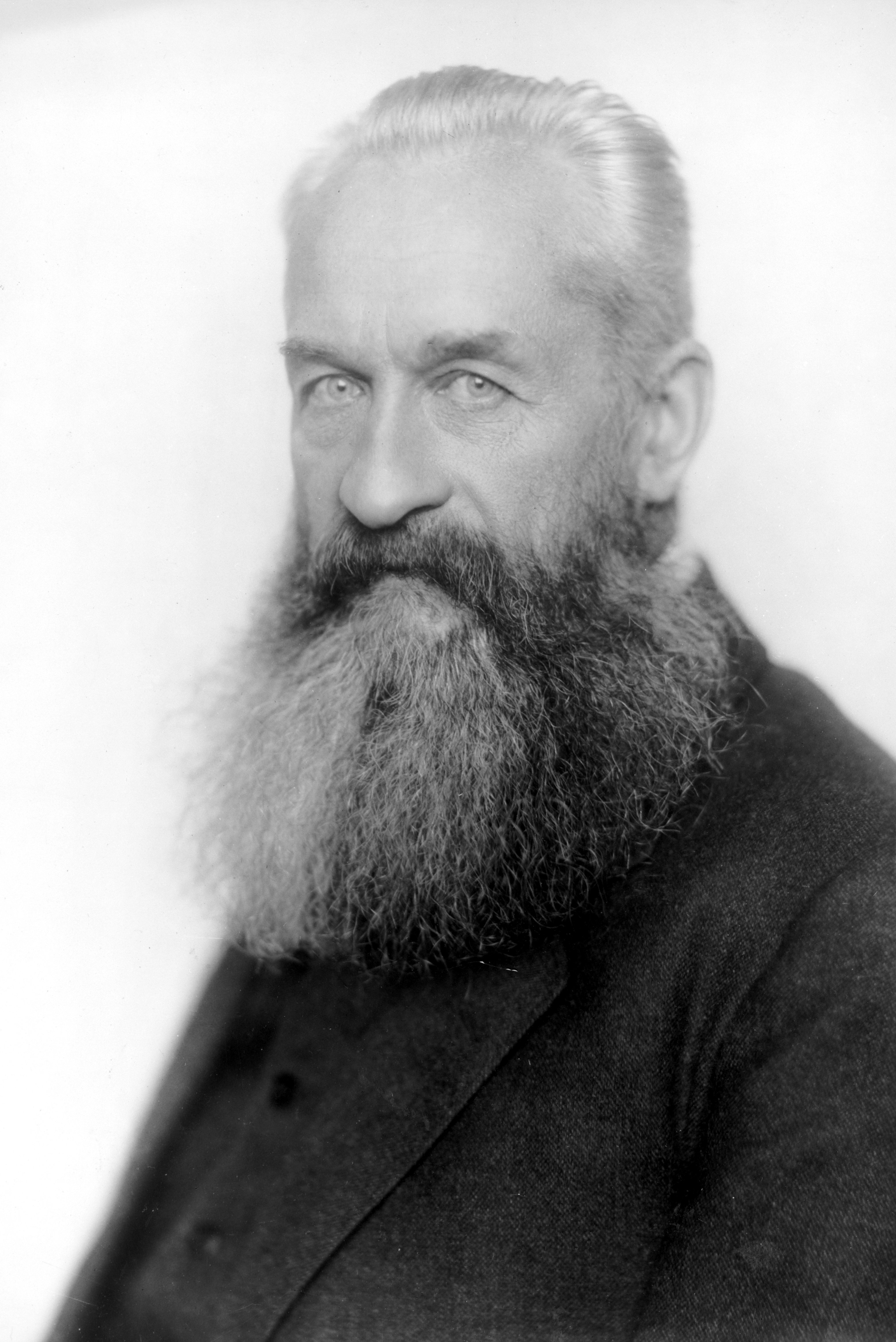
Первый глава Временного правительства князь Г. Е. Львов

Днём 27 февраля (12 марта), в условиях, когда Таврический дворец, где заседала Дума, был занят восставшими рабочими и солдатами, был создан Временный комитет Государственной думы, который возглавил М. В. Родзянко (октябрист, председатель IV Думы). Комитет взял на себя задачу по восстановлению государственного и общественного порядка. Комитет не обладал, однако, полнотой фактической власти, так как мятежные солдаты Петроградского гарнизона (170 тыс.) и рабочие склонялись к поддержке Петроградского совета, первое заседание которого состоялось вечером 27 февраля (12 марта). В стихийно появлявшихся на местах советах преобладающее влияние имели эсеры и меньшевики.
1 (14) марта на расширенном заседании Временного комитета Думы с участием Центрального комитета Конституционно-демократической партии и Бюро Прогрессивного блока, а также представителей Петроградского совета рабочих и солдатских депутатов был согласован состав первого правительственного кабинета, о формировании которого было объявлено на следующий день. Позднее новое правительство объявило о предстоящих выборах в Учредительное собрание на основе всеобщего, равного и прямого избирательного права при тайном голосовании. Выборы были назначены на 17 сентября, но затем были перенесены на 12 ноября 1917 года. Старые государственные органы были упразднены.
2 (15) марта император Николай II отрёкся от престола с передачей права наследования великому князю Михаилу Александровичу, который, в свою очередь, обнародовал 3 (16) марта акт о намерении принять верховную власть только после того, как на Учредительном собрании выразится народная воля относительно окончательной формы правления в стране.

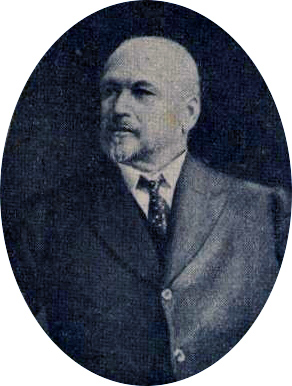
М. В. Родзянко — председатель IV Государственной думы и Временного Комитета IV Государственной Думы

Параллельно с Временным правительством продолжали функционировать Советы, установившие контроль над деятельностью Временного правительства. Огромным влиянием и авторитетом среди народных масс пользовался Петроградский совет рабочих и солдатских депутатов, что позволило охарактеризовать послереволюционную ситуацию как двоевластие: с одной стороны, было Временное правительство, идущее по пути парламентаризма и преследующее цель создания России капиталистической, современной, либеральной, верной обязательствам перед своими англо-французскими союзниками; с другой был Петроградский Совет, создатели которого рассчитывали на формирование прямой революционной «власти трудовых масс». Сама «власть Советов», однако, была чрезвычайно подвижной и изменчивой, зависевшей от перемены настроений в её местных, децентрализованных структурах и от столь же переменчивого и непостоянного общественного мнения.

## Периодизация
При рассмотрении деятельности Временного правительства с точки зрения трансформации государственной власти (попытки построения парламентаризма) можно выделить три основных этапа:
1. Февраль-июнь 1917 года — период двоевластия (Временное правительство и Петроградский совет). Государственный аппарат находится под контролем буржуазно-либеральных и демократических партий. Проводится ряд демократических преобразований, главным из которых стал отказ от авторитарных методов управления[7].
2. Июль-август 1917 года — период единовластия, начавшийся сворачиванием режима «двоевластия» после июльских событий, когда благодаря жёстким методам Временному правительству удалось на несколько месяцев оттеснить Советы, и завершившийся Корниловским выступлением. Для этого периода характерно формирование авторитарного режима с сосредоточением всей власти у министра-председателя Временного правительства А. Ф. Керенского, который свернул курс на демократизацию общественного строя путём усиления карательных функций государства. Государственное совещание в Москве, прошедшее в августе, не только фактически ликвидировало режим «двоевластия» и поддержало режим «бонапартизма», но и создавало базу для юридического оформления диктатуры[7].
3. Август-октябрь 1917 года — период окончательного крушения парламентаризма, последовавшего за попыткой установления крайне правой диктатуры. Утрата правительством контроля над политической ситуацией и способности к эффективному осуществлению управленческой деятельностью с одновременным усилением роли партии большевиков и Советов в политической системе общества. Накануне Октябрьской революции 1917 года кризис власти достигает наивысшей точки. Попытка построения парламентаризма заканчивается неудачей в связи со следующими обстоятельствами: формированием режима личной власти Керенского и распадом демократического блока, а также неспособностью Временного правительства подавить революционное движение, всплеск которого произошёл после Корниловского выступления[7].

Одной из проблем послереволюционной России являлось определение формы правления и политического режима в России. Если на первом этапе речь шла о республиканской форме правления при сохраняющейся возможности реставрации монархии в конституционной форме и с сильной исполнительной властью, то позднее политический режим начал склоняться в сторону президентской республики и бонапартизма Временного правительства. При этом Временное правительство обходило молчанием вопрос о форме правления и неоднократно переносило сроки созыва Учредительного собрания.
По оценке авторов «Чёрной книги коммунизма», три состава Временного правительства, сменявшие друг друга, «показали полную его неспособность решить проблемы, доставшиеся в наследство от старого режима: экономический кризис, продолжение войны, рабочий и земельный вопросы. Либералы из партии конституционных демократов, преобладавшие в первых двух составах кабинета министров, так же, как меньшевики и социалисты-революционеры, составлявшие большинство в третьем, целиком принадлежали к городской культурной элите, к тем кругам интеллигенции, которые соединяли в себе наивную и слепую веру в „народ“ и страх перед окружавшей их „тёмной массой“, которую, впрочем, они знали совсем плохо. В большинстве своём они полагали (по крайней мере, в первые месяцы революции, поразившей их своим мирным характером), что необходимо дать полную волю демократическому потоку, освобождённому сначала кризисом, а затем — падением старого режима. Превратить Россию в „самую свободную страну в мире“ — такова была мечта прекраснодушных идеалистов вроде князя Львова, председателя двух первых послефевральских правительств».

## Расстановка политических сил
Левую часть российского общества составляли леворадикальные силы — рабочие, крестьянство, солдаты, чьи интересы выражали социалистические партии — эсеры и социал-демократы (меньшевики и большевики), делавшие ставку на Советы как орган прямого народовластия.
Стихийно образованный 27 февраля (12 марта) 1917 Петроградский совет и его Исполнительный комитет, формально объединяя и направляя деятельность местных советов, не представляли собой, однако, легитимный высший представительный орган России. И меньшевики, и эсеры в течение переходного периода настаивали на необходимости поддержки буржуазно-либеральных органов власти при обязательном контроле за их деятельностью и ответственности правительства перед Съездом Советов рабочих и солдатских депутатов. Переходной формой правления и те, и другие признавали демократическую республику с последующим преобразованием в республику Советов.
Правый фланг политических партий был представлен сторонниками конституционной монархии из числа генералитета, консервативного офицерства, черносотенцев и октябристов. Центром притяжения стали кадеты, оказавшиеся после февраля на правом крыле политического спектра, а с начала мая — в правой части коалиции Временного правительства, левую часть которой составляли меньшевики и эсеры. Среди правых сил крепла идея создания «сильной власти», «власти твёрдой руки» в двух возможных вариантах. Если кадеты выступали за административно-правовые меры по укреплению власти Временного правительства путём усиления роли государства в политической системе общества и соответственного уменьшения роли Советов, то другой подход предполагал «спасение страны», то есть укрепление государственной структуры и восстановление правопорядка путём установления режима военной диктатуры. При этом промонархические силы не могли отказаться от политического блока с кадетами и поддержки Временного правительства, поэтому решение вопроса о будущей форме правления, как и другие партии, они откладывали до Учредительного собрания.
Состояние «двоевластия» и революционное давление большей части общества на правительство требовало немедленной всеобщей демократизации государственного строя, что порождало острые политические кризисы, которые подрывали деятельность правительства и нарушали его работу. К фактическому сворачиванию режима «двоевластия» привели июльские события: благодаря жёстким методам Временному правительству удалось на несколько месяцев оттеснить Советы, подавить леворадикальные силы. Усиление роли партии большевиков и большевизированных Советов в политической системе общества с одновременным падением авторитета Временного правительства и поддерживавших его умеренных социалистов (меньшевиков и эсеров) произошло в сентябре-октябре в связи с решительными действиями большевиков по подавлению контрреволюционного мятежа Корнилова.

## Первый состав

Печать Российского Временного правительства

Обсуждение персонального состава будущего правительства велось на собраниях общественных представителей и в печати с августа 1915 года, в связи с созданием Прогрессивного блока в Государственном совете и Государственной думе. Однако только в конце 1916 года список будущих министров был согласован до деталей. На пост председателя правительства был выдвинут князь Г. Е. Львов, считавшийся кадетом.
В этом обсуждении участвовали члены ЦК кадетской партии, политические кружки Москвы и Петрограда, тайная масонская политическая организация «Великий Восток народов России». Рассматривалось несколько вариантов прихода такого правительства к власти — путём прямой сделки с царём в результате его призыва, в результате успешного военного переворота или в результате стихийной революции. Именно последний путь и осуществился на практике.
27 февраля (12 марта) 1917 П. Н. Милюков, лидер кадетской партии и председатель бюро Прогрессивного блока, убедил председателя Временного комитета Государственной думы М. В. Родзянко взять временно формальную государственную власть в свои руки и объявить о создании нового правительства. Тот после колебаний согласился.
В Петроград из Москвы был вызван Г. Е. Львов. Он прибыл утром 1 (14) марта 1917, и в Комитете началась подготовка к созданию правительства. При этом приходилось считаться уже не с царём и его окружением, а с совершенно новым политическим фактором — Петроградским Советом. В ночь на 2 (15) марта 1917 состоялись переговоры между делегациями Исполкома Петроградского Совета рабочих и солдатских депутатов и Временного комитета Государственной думы.
В результате Временный комитет и члены будущего буржуазного Временного правительства приняли ряд условий Исполкома, которые вошли в Программу будущего правительства, а Исполком заявил, что не претендует на участие в правительстве (А. Ф. Керенский, однако, принял предложенный ему пост министра юстиции). Временное правительство обязывалось объявить политическую амнистию, обеспечить демократические свободы всем гражданам, отменить сословные, вероисповедные и национальные ограничения, заменить полицию народной милицией, подчинённой органам местного самоуправления, начать подготовку к выборам в Учредительное собрание и в органы местного самоуправления на основе всеобщего, равного, прямого и тайного голосования, не разоружать и не выводить из Петрограда воинские части, принимавшие участие в революционном движении.
В состав правительства вошло 11 министров:
- председатель Совета Министров и министр внутренних дел — князь Г. Е. Львов (бывший член 1-й Государственной думы, председатель главного комитета Всероссийского земского союза);
- министр иностранных дел — кадет П. Н. Милюков (член Государственной думы от города Петрограда);
- министр юстиции — «трудовик» (с марта — эсер) А. Ф. Керенский (член Государственной думы от Саратовской губернии, товарищ председателя Исполкома Петроградского Совета рабочих и солдатских депутатов);
- министр путей сообщения — кадет Н. В. Некрасов (товарищ председателя Государственной думы);
- министр торговли и промышленности — прогрессист А. И. Коновалов (член Государственной думы от Костромской губернии, товарищ председателя Военно-промышленного комитета);
- министр просвещения — кадет, профессор А. А. Мануйлов (бывший член Государственного совета, бывший ректор Московского университета);
- военный и временно морской министр — октябрист А. И. Гучков (член Государственного совета, председатель Военно-промышленного комитета);
- министр земледелия — кадет А. И. Шингарёв (член Государственной думы от Петрограда);
- министр финансов — крупный предприниматель М. И. Терещенко;
- обер-прокурор Святейшего Синода — центрист В. Н. Львов (член Государственной думы от Самарской губернии);
- государственный контролёр — октябрист И. В. Годнев (член Государственной думы от Казанской губернии).

Временное правительство сохранило структуру царского Совета министров, упразднив лишь министерство императорского двора и уделов.
Первый состав правительства был сформирован из представителей правой буржуазии и крупных помещиков. Кадеты, ставшие после Февральской революции правящей партией, сыграли определяющую роль в формировании его состава и политической линии. Правительство было тесно связано с буржуазными общественными организациями, которые возникли в годы войны (Всероссийский земский союз, Центральный Военно-промышленный комитет).

Вот что впоследствии писал о составе Временного правительства П. Н. Милюков:
Во главе первого революционного правительства, согласно состоявшемуся ещё до переворота уговору, было поставлено лицо, выдвинутое на этот пост своим положением в российском земстве: кн. Г. Е. Львов, мало известный лично большинству членов Временного комитета. П. Н. Милюков и А. И. Гучков, в соответствии с их прежней деятельностью в Государственной думе, были выдвинуты на посты министров иностранных дел и военного (а также морского, для которого в эту минуту не нашлось подходящего кандидата). Два портфеля, министерства юстиции и труда, были намечены для представителей социалистических партий. Но из них лишь А. Ф. Керенский дал 2 марта своё согласие на первый пост. Н. С. Чхеидзе, предполагавшийся для министерства труда, предпочёл остаться председателем Совета рабочих депутатов (он фактически не принимал с самого начала участия и во Временном комитете). Н. В. Некрасов и М. И. Терещенко, два министра, которым суждено было потом играть особую роль в революционных комитетах, как по их непосредственной личной близости с А. Ф. Керенским, так и по их особой близости к конспиративным кружкам, готовившим революцию, получили министерства путей сообщения и финансов. Выбор этот остался непонятным для широких кругов. А. И. Шингарев, только что облечённый тяжёлой обязанностью обеспечения столицы продовольствием, получил министерство земледелия, а в нём не менее тяжёлую задачу — столковаться с левыми течениями в аграрном вопросе. А. И. Коновалов и А. А. Мануйлов получили посты, соответствующие социальному положению первого и профессиональным занятиям второго — министерство торговли и министерство народного просвещения. Наконец, участие правых фракций Прогрессивного блока в правительстве было обеспечено введением И. В. Годнева и В. Н. Львова, думские выступления которых сделали их бесспорными кандидатами на посты государственного контролёра и обер-прокурора синода. Самый правый из блока, В. В. Шульгин, мог бы войти в правительство, если бы захотел, но он отказался и предпочёл остаться в трудную для родины минуту при своей профессии публициста.
Временное правительство считало себя преемником монархического государства и стремилось сохранить старый государственный аппарат, однако на волне демократизации в состав ведомств и учреждений включались представители Советов, профсоюзов и других общественных организаций.
Генерал А. И. Деникин писал:
«В начале революции Временное правительство, несомненно, пользовалось широким признанием всех здравомыслящих слоёв населения. Весь старший командный состав, всё офицерство, многие войсковые части, буржуазия и демократические элементы, не сбитые с толку воинствующим социализмом, были на стороне правительства…»
9 (22) марта 1917 Временное правительство было признано правительством США, 11 (24) марта 1917 — правительствами Великобритании и Франции.
Свою первую программу правительство изложило в декларации, обнародованной 3 (16) марта 1917, а затем в обращении к гражданам России 6 (19) марта 1917. В своей Декларации правительство заявило о намерении вести войну «до победного конца» и неуклонно выполнять договоры и соглашения, заключённые с союзными державами. В области внутренней политики правительство объявляло амнистию политическим заключённым, обещало ввести ряд политических свобод, приступить к подготовке созыва Учредительного собрания, заменить полицию «народной милицией», провести реформу местного самоуправления.
12 (25) апреля 1917 правительством был принят закон о свободе собраний и союзов.

## Деятельность

### Реформа органов правопорядка и амнистия
В МВД были сразу упразднены Штаб отдельного корпуса жандармов и Департамент полиции, а немного позднее — и Главное управление по делам печати.
- 2 (15) марта новый министр юстиции А. Ф. Керенский сделал распоряжение, предписывающее прокурорам страны немедленно освободить всех политических заключённых и сосланных в Сибирь членов Государственной думы.
- 3 (16) марта Керенский встретился с членами Петроградского совета присяжных поверенных, которых он ознакомил с программой деятельности министерства на ближайшее время, предусматривавшей пересмотр уголовных, гражданских, судопроизводственных и судоустройственных законов — в частности, введение «еврейского равноправия по всей полноте» и предоставление женщинам политических прав. В тот же день им было предложено мировым судьям Петрограда принять участие в образовании временных судов для разрешения недоразумений, возникающих в Петрограде между солдатами, населением и рабочими.
- 4 (17) марта министр-председатель и одновременно министр внутренних дел князь Г. Е. Львов отдал распоряжение о временном отстранении от должности губернаторов и вице-губернаторов, временно возложив обязанности губернаторов на председателей губернских земских управ и присвоив им наименование «губернских комиссаров Временного правительства». На председателей уездных земских управ в качестве «уездных комиссаров Временного правительства» были возложены обязанности уездных исправников, при этом за ними осталось и общее руководство управами. Полиция подлежала переформированию в милицию.
- 4 (17) марта было постановлено упразднить особые гражданские суды, охранные отделения и Отдельный корпус жандармов, включая железнодорожную полицию. Офицеров и нижних чинов Отдельного корпуса жандармов (включая железнодорожную жандармскую полицию) требовалось немедленно передать на учёт соответствующих воинских начальников для назначения в армию.
- 5 (18) марта была учреждена чрезвычайная следственная Комиссия для расследования противозаконных по должности действий бывших министров, главноуправляющих и прочих должностных лиц (Положение об этой Комиссии было утверждено 11 марта). Она вела допросы высших царских чиновников и сановников и готовила «стенографические отчёты», главным редактором которых был поэт Александр Блок[9]. По результатам работы комиссии, в частности, был осуждён Сенатом и приговорён к пожизненной каторге генерал В. А. Сухомлинов, бывший военный министр, признанный виновным в неподготовленности русской армии к войне. Большинство фигурантов расследования были освобождены за отсутствием в их деятельности состава преступления.

В России была объявлена общая политическая амнистия и одновременно были сокращены наполовину сроки заключения лицам, содержавшимся под стражей по приговорам судебных мест за общие уголовные преступления. На свободе оказались около 90 тысяч заключённых, среди которых были тысячи воров и налётчиков, прозванных в народе «птенцами Керенского».
- 7 (20) марта Временное правительство постановило признать лишёнными свободы отрёкшегося императора Николая II и его супругу Александру Фёдоровну и доставить отрёкшегося императора в Царское Село. Для сопровождения отрёкшегося императора из Могилёва в Царское Село были командированы члены Государственной думы А. А. Бубликов, В. М. Вершинин, С. Ф. Горбунин и С. А. Калинин, которые и доставили Николая II в Царское Село 9 (22) марта.
- 10 (23) марта был упразднён Департамент полиции и учреждено «Временное Управление по делам общественной полиции и по обеспечению личной и имущественной безопасности граждан».

В этот же день Совет министров постановил временно, впредь до установления постоянного правительства, именовать себя «Временным правительством».
- 12 (25) марта вышло постановление об отмене смертной казни. Приказом по армии и флоту было отменено учреждение военно-полевых судов. Были упразднены Верховный уголовный и Высший дисциплинарный суды Сената, особые присутствия Сената, судебных палат и окружных судов[9].
- 15 (28) марта Временное правительство предоставило губернским комиссарам решать вопрос о приёме в милицию «достойных из числа бывших чинов полиции и жандармов». Правительство предложило передать сыскные отделения Министерству юстиции. При министерстве юстиции создали Бюро уголовного розыска, при министерстве внутренних дел — политическую разведку, при Генштабе — контрразведку и при Петроградском градоначальстве — осведомительный отдел. Хотя было объявлено о ликвидации политического сыска, продолжался сбор материалов о рабочем и крестьянском движении, деятельности партий (с июня этим занялся Осведомительный отдел Главного управления по делам милиции)[9].
- 13 (26) апреля был расформирован Отдельный корпус жандармов и жандармские полицейские управления железных дорог. Имущество корпуса передали военному ведомству, архивы — главному штабу, а дела губернских жандармских управлений — комиссиям из представителей суда и местных комиссаров Временного правительства.
- 17 (30) апреля Временное правительство утвердило «Временное положение о милиции», закрепив правовые основы её деятельности. Комиссарам поручили руководить деятельностью милиции в губерниях и уездах. Принципом управления в милиции стало единоначалие. Начальник милиции (их избирали и увольняли земские управы из достигших 21 года русских подданных) решал вопросы комплектования кадров, их перемещения, определял размеры окладов, мог накладывать взыскания, формировать временные кадры. Ему поручили формировать разведочное бюро (для борьбы с уголовной преступностью), которое затем утверждал местный комитет народной власти.
- Города были разделены на районы, районы — на уезды, уезды — на участки. Местные органы самоуправления выбирали начальников городской, уездной, районной, участковой милиции и их помощников. Контроль за деятельностью милиции возложили на комиссаров милиции и их помощников, работавших в каждом участке милиции (их назначало и увольняло министерство внутренних дел). Комиссар милиции подчинялся комиссарам Временного правительства и отвечал за создание и деятельность судебно-следственной комиссии для рассмотрения дел всех задержанных не более суток и проверки правомерности арестов. До полного формирования и перехода под городское самоуправление милиция подчинялась председателю исполнительного комитета народной власти. Общее руководство милицией страны возложили на министерство внутренних дел. Система государственных карательных органов была таким образом разрушена, а её кадры — деморализованы. Милиция не обладала необходимой квалификацией, чтобы справиться с задачей поддержания порядка. Создать свой эффективный карательный аппарат Временное правительство так и не сумело[9].
- По другому постановлению от 17 (30) апреля, было решено распустить на местах рабочую милицию, созданную Советами рабочих и солдатских депутатов для поддержания порядка при массовых мероприятиях и организации охраны фабрик и заводов.
- 19 июня (2 июля) Временное управление по делам общественной полиции и по обеспечению личной и имущественной безопасности граждан было переименовано в «Главное управление по делам милиции и по обеспечению личной и имущественной безопасности граждан».
- В области законодательства Временное правительство сохранило основы старого права: Уголовное уложение 1903 г. и судебные уставы 1864 г., Свод законов Российской империи и Табель о рангах. В марте при правительстве было учреждено Юридическое совещание, в которое были назначены семь видных юристов (все — кадеты). Оно должно было давать «предварительные юридические заключения» на решения Временного правительства. Определение общих принципов новой правовой системы было отложено до созыва Учредительного собрания[9].

### Реформирование местных органов власти и самоуправления
В аппарате местной власти происходили процессы децентрализации (вследствие ослабления государственного аппарата и местнических устремлений буржуазии) и демократизации — под сильным давлением снизу. Были ликвидированы посты генерал-губернаторов, губернаторов и градоначальников, полицейские и жандармские должности и управления. Упразднённые должности заменялись комиссарами Временного правительства. В первые дни революции на местах в противовес Советам буржуазия создавала комитеты общественных организаций, которые сотрудничали с комиссарами.
Значительно расширились полномочия земских и городских органов самоуправления. Были учреждены волостные земские собрания (с управами как исполнительными органами). Волостные и уездные земские учреждения стали избираться на всеобщих прямых и равных выборах при тайном голосовании. Прежние волостные крестьянские учреждения (сход, суд, правление) упразднялись. Руководил всей системой земских учреждений Всероссийский земский союз.
21 апреля (4 мая) были учреждены Главный земельный комитет, а также губернские, уездные и волостные земельные комитеты. Основная задача этих комитетов состояла в том, чтобы предотвратить стихийное решение земельного вопроса крестьянами.
На местах стихийно создавались продовольственные комитеты, которые 2 (15) апреля были узаконены как местные органы Министерства земледелия. Первоначальной их задачей была борьба со спекуляцией и оказание помощи голодающим.

### Отношения с Петросоветом в вопросе демократизации армии
В первые же дни революции Петроградский совет рабочих и солдатских депутатов издал знаменитый «приказ № 1», который предусматривал выборы в войсках комитетов из нижних чинов и передачу оружия под контроль солдатских комитетов. Таким образом приказ нарушал основополагающий для любой армии принцип единоначалия; в результате произошло резкое падение дисциплины и боеспособности русской армии, что в конечном итоге способствовало её развалу. Солдатские комитеты, вызванные к жизни Приказом № 1, «непрерывно расширяли свои прерогативы. Они могли смещать того или иного командира и выбирать нового, они вмешивались в вопросы военной стратегии, являя собой небывалый образец „солдатской власти“. Эта солдатская власть проложила путь своеобразному „окопному большевизму“, который Верховный Главнокомандующий русской армии генерал Брусилов охарактеризовал следующим образом: „Солдаты не имели ни малейшего представления о том, что такое коммунизм, пролетариат или конституция. Им хотелось только мира, земли да привольной жизни, чтоб не было ни офицеров, ни помещиков. Большевизм их был на деле всего лишь отчаянным стремлением к свободе без всяких ограничений, к анархии“». 4 марта под давлением Петросовета военный и морской министр Гучков учредил комиссию под председательством генерала Поливанова для разработки военных реформ. В апреле 1917 года Комиссия совместно с военной секцией Исполнительного комитета совета рабочих и солдатских депутатов разработала «Декларацию прав солдата» — документа, в котором провозглашалось предоставление солдатам всех гражданских прав наравне с гражданскими. Военный министр А. И. Гучков отказался подписывать Декларацию и 1 мая подал в отставку «не желая разделять ответственности за тот тяжкий грех, который творится в отношении родины». В результате приказ подписал новый военный министр — Керенский.
В армии сразу после Февральской революции была проведена чистка командного состава (по данным А. И. Деникина, за первые недели было уволено около половины действующих генералов). На главные посты назначались близкие к думским оппозиционным кругам выдвиженцы — А. И. Деникин, Л. Г. Корнилов, А. В. Колчак.
Взяв курс на продолжение войны «до победного конца», Временное правительство столкнулось с проблемами — демократизация армии сделала её неуправляемой. После провала последнего наступления русской армии в июне 1917 года сотни офицеров, заподозренных в «контрреволюции», были арестованы солдатами и многие из них убиты. В июле правительство было вынуждено восстановить на фронте упразднённые во время революции военно-полевые суды, но это не поправило дела. Созданное в штате военного министерства Политическое управление безуспешно пыталось наладить в войсках пропаганду в пользу продолжения войны.
Началось массовое дезертирство, которое в августе-сентябре достигало нескольких десятков тысяч в день. С июня по октябрь 1917 года более двух миллионов солдат покинули части разлагавшейся армии. Их возвращение в родные деревни подлило масла в огонь усиливающихся беспорядков. В городах вооружённые солдаты втянулись в политическую жизнь и подвергались большевизации.

### Национально-государственное устройство
Падение российской монархии вызвало резкий рост центробежных тенденций, стремления к национальному самоопределению. Начался распад империи.
Временному правительству с момента его создания пришлось действовать в чрезвычайно трудных условиях. К весне 1917 г. Россия потеряла Польшу и часть Прибалтики, фронт проходил по территории Лифляндии. Часть жителей западных областей — поляки, латыши, эстонцы, евреи — оказались в Петрограде на положении беженцев. После объявления амнистии в столицу хлынул поток бывших ссыльных и революционных эмигрантов.
Временное правительство, с одной стороны, стремилось обеспечить равенство всех людей перед законом. 7 (20) марта 1917 был издан манифест о восстановлении некоторых прав Финляндского сейма, 20 марта (2 апреля) — постановление «Об отмене вероисповедных и национальных ограничений», в котором объявлялось о равенстве всех религий перед законом, отменялись все ограничения граждан в правах в зависимости от вероисповедания и национальности, декларировались свобода совести, право на получение начального образования на родном языке, местные языки допускались, хотя и в ограниченной мере, в суд и делопроизводство, была отменена черта оседлости. С другой стороны, реальные внешнеполитические шаги Временного правительства показывали, что оно намерено действовать в рамках традиционной имперской политики. Воззвание к полякам от 17 (30) марта 1917 содержало призыв к борьбе за свободу славянских народов и «соединение с Россией свободным военным союзом славянства» против Срединных держав. Однако Центральное Бюро мусульман заявило, что мусульмане России не пойдут за лозунгом войны до захвата Константинополя и проливов. «Такой лозунг, — говорилось в заявлении, — показывает, что партия к.-д. применяет разные мерки для народов России и Азии».
После Февральской революции полной независимости потребовали лишь Польша и Финляндия (две территории с развитым национальным господствующим классом). Польша к тому времени была оккупирована Германией, и Временное правительство признало право на её государственное отделение, одновременно отказав в самоопределении Финляндии (до решения Учредительного собрания) и разогнав в июле её сейм. «Для России Финляндия нужна в качестве плацдарма и базы русского флота. В стратегическом отношении совершенно немыслимо иметь границу в 30 верстах от столицы… Пацифистские идеалы вечного мира ещё слишком неосуществимы», — писал член Особого совещания Б. Э. Нольде.
Был взят курс на сохранение «великой и неделимой» России, хотя вся практика Временного правительства способствовала децентрализации и сепаратизму не только национальных окраин, но и русских областей.
Немедленно после Февральской революции Временное правительство упразднило генерал-губернаторские посты в Закавказье и Туркестане и передало власть комитетам, созданным из депутатов Думы, являвшихся местными уроженцами.

Листовка Исполнительного Комитета Совета Солдатских и Рабочих Депутатов города Казани «Свобода, Победа и Полное Народовластие!» 1917 г.

9 (22) марта 1917 года решением Временного правительства было ликвидировано Кавказское наместничество и вместо него для управления краем был создан Особый закавказский комитет Временного правительства (ОЗАКОМ). По сравнению с институтом наместничества ОЗАКОМ был гораздо слабее и не пользовался авторитетом у населения, в немалой степени вследствие сложных политических процессов, проходивших в этот период в Закавказье. В отличие от центральных регионов России, властная ситуация в этом регионе была более запутанной. Если в Центре сразу же после революции установилось двоевластие, то в Закавказье фактически возникло троевластие — наряду с ОЗАКОМом и Советами здесь действовали различные национальные комитеты, которые и владели реальной ситуацией на местах, обладая авторитетом среди представителей своей национальности. 
С первых послереволюционных месяцев устремления украинских деятелей почти всех партий были направлены на автономию Украины в федеративной Российской державе. Автономия мыслилась с самостоятельными внешнеполитическими функциями, в том числе с собственной делегацией на будущей мирной конференции, со своими вооружёнными силами. В резолюции Всеукраинского национального съезда (прошёл 6—8 (19—21) апреля в Киеве) было заявлено: «В соответствии с историческими традициями и современными реальными потребностями украинского народа, съезд признаёт, что только национально-территориальная автономия Украины в состоянии удовлетворить чаяния нашего народа и всех других народов, живущих на украинской земле». 10 (23) июня на заседании Комитета Центральной рады был принят Первый Универсал, провозгласивший в одностороннем порядке национально-территориальную автономию Украины в составе России. Центральная рада претендовала на включение в состав автономии девяти губерний Юга России (Временное правительство дало согласие лишь на пять).
Ранней осенью 1917 года была выдвинута идея создания союза для защиты интересов казачьих областей и коренных горских и степных народов. В первой половине сентября Донской Круг, обсудив предложения о «желательности федеративного устройства будущей России», поступившие с Кубани и Терека, выразил своё полное согласие. Первое совместное обсуждение прошло на совещании казачьих лидеров Дона, Кубани и Терека в Екатеринодаре 20-23 сентября (3-6 октября), где была выдвинута концепция «оздоровления России с окраин». На учредительном съезде, состоявшемся 20 октября (2 ноября) 1917 года во Владикавказе, было подписано соглашение о создании Юго-Восточного союза казачьих войск, горцев Кавказа и вольных народов степей — объединения Донского, Кубанского, Терского и Астраханского казачьих войск, а также представителей калмыков, горских народов Дагестана и Закатальского округа, Терского Края, Кубанского Края, Сухумского Края, степных народов Терского Края и Ставропольской губернии — как государственно-территориальной единицы, управляемой на принципах конфедерации.
4 (17) октября 1917 Войсковая рада кубанских казаков в Екатеринодаре огласила проект управления Кубанской республикой, согласно которому она является «равноправным членом Союза народов, населяющих Россию: Республика имеет при центральной власти своего посла, именуемого контролёром… Законодательная рада избирается немедленно… лишь правомочным населением области — казаки, горцы, крестьяне-общинники, члены земельных товариществ».

### Временное правительство и Украина
3—5 (16—18) марта на территории всей Украины были ликвидированы органы царской администрации, исполнительная власть перешла к назначенным Временным правительством губернским и уездным комиссарам. Как и на остальной территории бывшей Российской империи, здесь начали формироваться Советы рабочих и солдатских депутатов как представительные органы революционно-демократических сил. В отличие от Петрограда, где с первых дней революции оформилось и утвердилось двоевластие (Временное правительство и Петросовет), в Киеве на арену политической жизни вышла и третья сила — Центральная рада. Инициаторами её создания стали умеренные либералы из Товарищества украинских прогрессистов совместно с социал-демократами во главе с Владимиром Винниченко (через несколько недель к деятельности Центральной рады подключились также украинские эсеры). Среди её членов отсутствовало единство мнений относительно будущего статуса Украины. Сторонники самостоятельности (самостийники) во главе с Н. Михновским выступали за немедленное провозглашение независимости. Автономисты (В. Винниченко, Д. Дорошенко и их сторонники из Товарищества украинских прогрессистов) видели Украину автономной республикой в федерации с Россией.
В своей приветственной телеграмме на имя главы Временного правительства князя Львова и министра юстиции Керенского от 4 (17) марта и в «Обращении к украинскому народу» 9 (22) марта Центральная рада заявила о поддержке Временного правительства. В приветственной телеграмме, в частности, выражалась благодарность за заботу о национальных интересах украинцев и надежда на то, что «недалеко уже время полного осуществления наших давнишних стремлений к свободной федерации свободных народов».
14 (27) марта деятельность УЦР возглавил Михаил Грушевский, вернувшийся в Киев.
Временное правительство как высший орган власти обновлённой демократической России было представлено в Киеве губернским комиссариатом. Что касается Центральной рады, то она позиционировала себя как территориальный орган, проводящий на Украине революционную политику Временного правительства. Кроме этих политических сил, фактической властью в своих регионах и на местах располагали советы рабочих, крестьянских и солдатских депутатов.
Уже 20 марта (2 апреля) Временное правительство приняло постановление «Об отмене вероисповедных и национальных ограничений», в котором объявлялось о равенстве всех религий перед законом, отменялись все ограничения граждан в правах в зависимости от вероисповедания и национальности, декларировались свобода совести, право на получение начального образования на родном языке, местные языки допускались, хотя и в ограниченной мере, в суд и делопроизводство. Особое значение для Украины имел содержавшийся в Постановлении пункт об отмене черты оседлости. Ещё ранее Временным правительством был принят ряд мер, прямо касавшихся Украины: амнистия осуждённым галичанам, освобождение униатского митрополита Андрея Шептицкого, возобновление деятельности украинского культурно-просветительного общества «Просвита», открытие в Киеве украинской гимназии.
6—8 (19—21) апреля в Киеве состоялся Всеукраинский национальный съезд, на котором делегаты от различных украинских политических, общественных, культурно-образовательных и профессиональных организаций обсудили вопросы национально-территориальной автономии Украины, приняли решение о создании органа государственной власти и выработке проекта автономного статута Украины. В резолюции съезда было заявлено: «В соответствии с историческими традициями и современными реальными потребностями украинского народа, съезд признаёт, что только национально-территориальная автономия Украины в состоянии удовлетворить чаяния нашего народа и всех других народов, живущих на украинской земле».
Как отмечает М. В. Соколова, уже резолюция этого съезда отражала известную эскалацию требований к Временному правительству. Хотя авторы резолюции вслед за правительством признали, что основные проблемы, стоящие перед страной, могут обсуждаться и решаться только Учредительным собранием, однако требование, чтобы в будущей мирной конференции участвовали «кроме представителей воюющих держав, и представители народов, на территории которых происходит война, в том числе и Украины», явно говорило о намерении превратить Украину в субъект международного права, что уже выходило за рамки программы автономии.
Решительное требование «немедленного провозглашения особым актом принципа национально-территориальной автономии» содержалось и в решениях Первого Всеукраинского военного съезда (5—8 [18—21] мая), прошедшего по инициативе новой общественно-политической организации — Украинского военного клуба имени гетмана Павла Полуботка, которым руководил Н. Михновский. На съезд съехались со всех фронтов, флотов, гарнизонов и военных округов не только Украины, но и всей Российской империи более 700 делегатов.
Военный съезд также высказался за «немедленное назначение при Временном правительстве министра по делам Украины», реорганизацию армии по национально-территориальному принципу, формирование украинской национальной армии, а требование «украинизации» Черноморского флота и отдельных кораблей Балтийского флота, по мнению М. В. Соколовой, не только далеко выходило за рамки концепции автономии, но и содержало явные претензии на полное владение Черноморским флотом и раздел Балтийского флота.
На территории Украины в этот период располагался Юго-Западный фронт и часть Румынского фронта, созданного в 1916 г. Согласно статистическим данным, на начало 1917 г. из 6798 тыс. военнослужащих действующей российской армии и 2260 тыс., находившихся в запасных частях, украинцы составляли 3,5 млн. Треть российской армии (25 корпусов) размещалась на Украине. Юго-Западный фронт на 1 апреля 1917 года насчитывал 2315 тыс. солдат и офицеров, а с тыловыми частями и органами — 3265 тыс., из которых 1,2 млн составляли украинцы. Румынский фронт насчитывал 1007 тыс., а с тыловыми частями — 1500 тыс. солдат и офицеров, 30 процентов которых составляли украинцы. В прифронтовых и ближайших тыловых городах, по некоторым подсчётам, находилось 44 гарнизона, насчитывавших 452,5 тыс. солдат и офицеров. Утверждается, что на Черноморском флоте украинцы составляли ок. 65 % личного состава, а русские — лишь 28 %.
На основе резолюций съездов Рада составила специальный меморандум Временному правительству. В первом пункте документа говорилось, что «от Временного правительства ожидается выражение в том или другом акте принципиально-благожелательного отношения» к лозунгу автономии. Выдвигалось требование участия «представителей украинского народа» в международном обсуждении «украинского вопроса», причём предлагалось немедленно «предпринять подготовительные практические шаги по сношению с зарубежной Украиной». Вместо учреждения поста министра по делам Украины предлагалось назначить «особого комиссара», причём предусматривалось наличие такого же комиссара и со стороны Рады. Пятый пункт меморандума гласил: «В интересах поднятия боевой мощи армии и восстановления дисциплины необходимо проведение в жизнь выделения украинцев в отдельные войсковые части как в тылу, так, по возможности, и на фронте». Это был фактически первый шаг к созданию сепаратной армии — и значит, самостоятельного государства. Остальные пункты предусматривали распространение украинизации начальной школы на среднюю и высшую «как в отношении языка, так и предметов преподавания», украинизацию административного аппарата, субсидирование украинских властных структур из центра, амнистию или реабилитацию репрессированных лиц украинской национальности. Центральная рада претендовала на включение в состав автономии девяти губерний бывшей Малороссии и Новороссии — Харьковской, Полтавской, Черниговской, Киевской, Подольской, Волынской, Херсонской, Екатеринославской и Таврической.
В Петроград направилась делегация УЦР во главе с В. Винниченко и С. Ефремовым, которая 16 (29) мая была принята председателем Временного правительства, которому был вручён меморандум УЦР. Этот меморандум был рассмотрен на заседании Юридического совещания Временного правительства, однако внятного, чёткого решения по поводу выставленных требований принято не было. Как пишет М. В. Соколова, в ходе обсуждения возобладала установка, которая потом определила политику Временного правительства, — установка на пассивное ожидание. Временное правительство считало Раду не более чем общественной организацией — как указало юридическое совещание меморандум Центральной рады был документом «организации, по способу своего образования не могущей притязать на права представительства всего населения Украины». Временное правительство возражало против немедленного учреждения автономии в принципе, полагая, что этот вопрос, как и вопрос определения границ Украины, подлежит исключительному ведению образуемого всенародным избранием Учредительного собрания. Не найдя взаимопонимания с Временным правительством и Петросоветом, делегация вернулась в Киев. Однако руководящее ядро Центральной рады продолжало форсировать вопрос об автономии, ссылаясь на многочисленные требования общеукраинских съездов крестьян, военнослужащих и т. п.
Неудачные переговоры в Петрограде подтолкнули УЦР к более решительным действиям. 3 (16) июня было опубликовано Правительственное сообщение об «отрицательном решении по вопросу об издании акта об автономии Украины». В тот же день на Четвёртом общем собрании Центральной рады было решено обратиться к украинскому народу с призывом «организоваться и приступить к немедленному заложению фундамента автономного строя на Украине».
5 (18) июня в Киеве открылся новый, 2-й Всеукраинский военный съезд, созванный вопреки запрету военного министра А. Керенского, который, однако, не принял никаких мер для реализации своего запрета. Съезд прошёл в духе откровенной пропаганды сепаратизма. Выступая перед участниками съезда 7 (20) июня, В. Винниченко дал понять, что лозунг автономии Украины в рамках России, отказ от насильственных мер в защиту национальных требований — это лишь временные, тактические ходы. 10 (23) июня на заседании Комитета Центральной рады был принят и в тот же день обнародован на военном съезде Первый Универсал, провозгласивший в одностороннем порядке национально-территориальную автономию Украины в составе России. Законодательным органом объявлялось Всенародное украинское собрание (Сейм), избираемое всеобщим равным, прямым, тайным голосованием, при этом ясно давалось понять, что его решения будут иметь приоритет над решениями Всероссийского учредительного собрания. Центральная рада брала на себя ответственность за текущее состояние дел на Украине, для обеспечения её деятельности вводились дополнительные сборы с населения Украины. Как указывает историк Орест Субтельный, в условиях, когда неспособность Временного правительства осуществлять управление страной становилась всё более очевидной, издание Центральной радой своего Первого Универсала имело целью получить признание в качестве наивысшей политической силы на Украине.
В резолюциях Второго военного съезда содержались существенные дополнения к концепции украинизации армии — помимо выделения украинцев в отдельные части, теперь уже речь шла и о создании национально-территориальной армии. Вот что говорилось в резолюции съезда, адресованной Временному правительству, «Для укрепления войсковых частей в единое целое необходима немедленная национализация украинской армии; все офицеры и солдаты должны быть выделены в отдельные части. На фронте выделение должно происходить постепенно, а что касается флота на Балтийском море, то необходимо укомплектовывать некоторые корабли украинскими командами. В Черноморском флоте, который состоит преимущественно из украинцев, дальнейшее пополнение следует производить исключительно украинцами». Фактически такая резолюция означала начало организации национальной армии.
Ответом Временного правительства на Первый Универсал стало воззвание «Гражданам Украины» (16 (29) июня), в котором фактически было повторено Правительственное сообщение от 3 (16) июня. В тот же день, 16 (29) июня, Центральная рада создала Генеральный секретариат — свой исполнительный орган. В Декларации Генерального секретариата, провозглашённой 16 (29) июня, создаваемому секретариату по военным делам была поставлена задача «украинизации армии, как в тылу, так, по возможности, и на фронте, приспособления военных округов на территории Украины и их структуры к потребностям украинизации армии… Правительство считает возможным продолжить способствовать более тесному национальному объединению украинцев в рядах самой армии или комплектованию отдельных частей исключительно украинцами, насколько такая мера не будет вредить боеспособности армии».
Рада в Декларации Генерального секретариата была названа «высшим не только исполнительным, но и законодательным органом всего организованного украинского народа».
28 июня (11 июля) в Киев прибыла делегация Временного правительства в составе А. Ф. Керенского, И. Г. Церетели, М. Терещенко с целью наладить отношения с Центральной радой. Делегация заявила, что правительство не будет возражать против автономии Украины, однако просит воздержаться от одностороннего декларирования этого принципа и оставить окончательное решение Всероссийскому учредительному собранию. Переговоры закончились соглашением, основанным на взаимных уступках. Самый значительный шаг навстречу Раде со стороны Временного правительства состоял в том, что было признано право на самоопределение за «каждым народом». 2 (15) июля из Петрограда в Киев пришла телеграмма с текстом правительственной декларации, где говорилось о признании Генерального секретариата как высшего распорядительного органа Украины, а также о том, что правительство благосклонно отнесётся к разработке Украинской радой проекта национально-политического статута Украины. В ответ Центральная рада 3 (16) июля провозгласила Второй Универсал, текст которого был согласован с делегацией Временного правительства, в котором было заявлено, что «мы, Центральная Рада,… всегда стояли за то, чтобы не отделять Украину от России». Генеральный секретариат объявлялся «органом Временного правительства», признавалась необходимость пополнения Рады за счёт представителей других национальностей, проживающих на территории Украины, и, самое главное, декларировалось, что Рада выступает решительно против самовольного объявления автономии Украины до Всероссийского учредительного собрания. По военному вопросу фактически принималась точка зрения Временного правительства о возможности прикомандирования представителей Украины к кабинету военного министра и Генштабу, при этом вопрос об «украинизации» армии отходил на второй план.
Однако подобное фактическое «предрешение» государственного устройства российского государства вызвало правительственный кризис, выразившийся в протестной отставке министров-кадетов, совпавшее по времени с антиправительственными выступлениями в Петрограде. Возможно в результате этих событий, но к августу 1917 года позиция Временного правительства по украинскому вопросу ужесточилась — 4 (17) августа оно утвердило «Временную инструкцию Генеральному секретариату», в которой за Украиной сохранялись пять губерний из девяти (Харьковская, Таврическая, Екатеринославская и Херсонская губернии признавались «не связанными с малороссийским народом»), из компетенции Секратариата изымались внешние сношения и военное дело, а при Временном правительстве утверждалась должность комиссара по Украине. В ответ на это Рада явочным порядком провозгласила автономию Украины в составе девяти губерний, учредила Кабинет генеральных секретарей и создала постоянно действующую Малую раду, члены которой должны были заниматься всеми вопросами в перерывах между созывами Центральной рады, и демонстративно отказалась посылать своих делегатов на Московское государственное совещание.

### Апрельский кризис. Первое коалиционное правительство

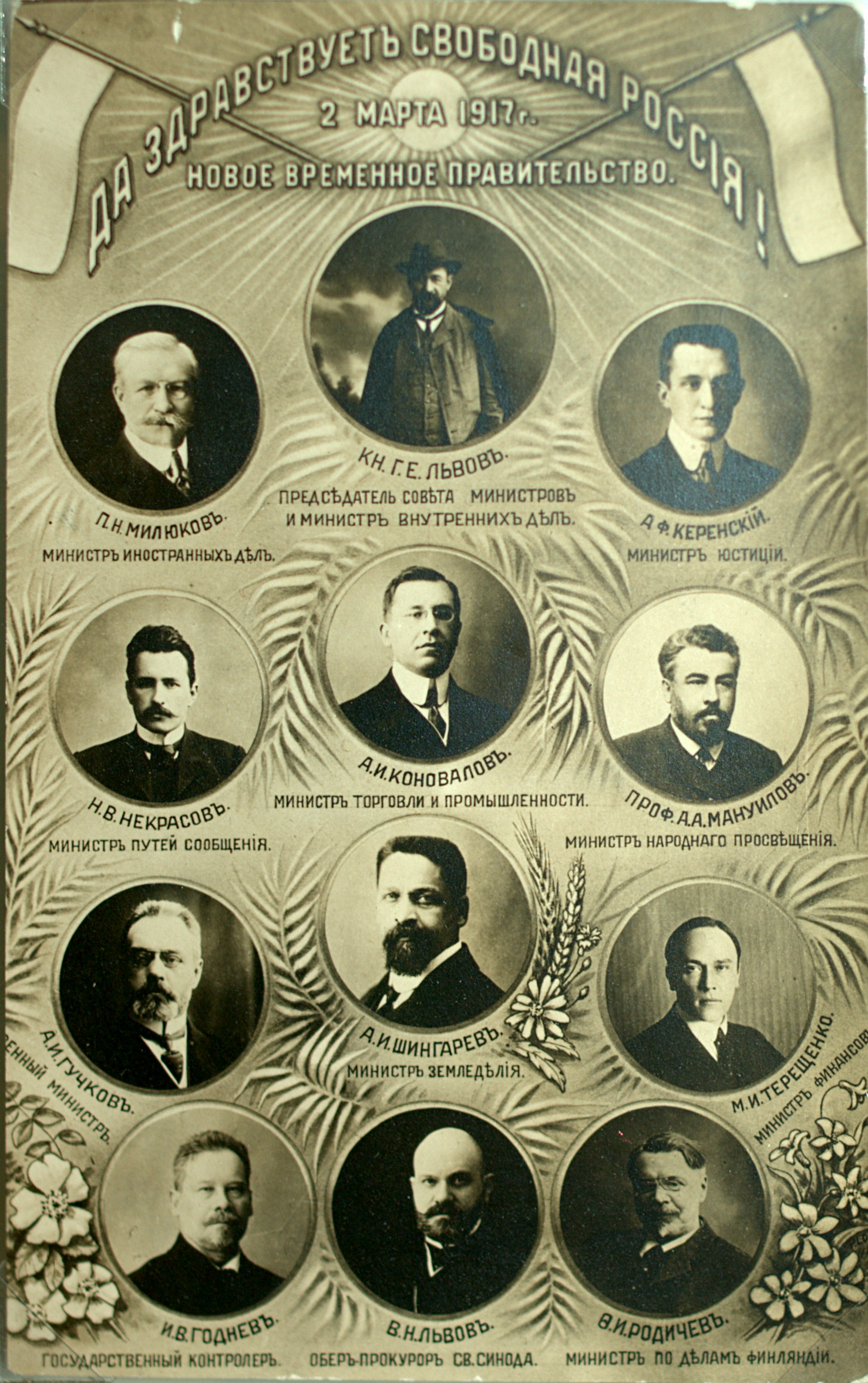
Плакат (1917) с портретами членов временного правительства

Овладеть ситуацией в стране Временное правительство так и не смогло, что вызывало всё более тяжёлые и длительные правительственные кризисы. В результате этих кризисов менялся его состав. Уже 5 (18) мая 1917 правительство впервые стало коалиционным, но все три создававшиеся коалиции оказались непрочными.
1 (14) мая 1917 разразился первый правительственный кризис, завершившийся образованием первого коалиционного правительства с участием социалистов.
Он был вызван общей социальной напряжённостью в стране. Катализатором стала нота П. Н. Милюкова от 18 апреля (1 мая) 1917 правительствам Англии и Франции (в ней Милюков заявил, что Временное правительство будет продолжать войну до победного конца и выполнит все договоры царского правительства). Это привело к народному возмущению, которое перелилось в двухдневные массовые антиправительственные митинги и демонстрации с требованием немедленного прекращения войны, отставки П. Н. Милюкова и А. И. Гучкова и передачи власти Советам. В результате вооружённых столкновений были убиты несколько рабочих и солдат. 4 (17) мая 1917 Петросовет принял резолюцию, требовавшую в целях «предотвращения смуты, грозящей революции», запретить в течение двух ближайших дней «всякие уличные митинги и манифестации». Благодаря его высокому авторитету дальнейшего кровопролития удалось избежать. После того, как через несколько дней Милюков и Гучков вышли из правительства, 5 (18) мая 1917 между Временным правительством и Исполкомом Петроградского Совета было достигнуто соглашение о создании правительственной коалиции и вхождении в правительство 6 министров-социалистов. Это не изменило, однако, буржуазно-либерального характера правительства, так как 10 «министров-капиталистов» по-прежнему представляли буржуазные партии. Тем не менее период прямого противостояния двух властей закончился, сменившись новым периодом — непосредственного сотрудничества.
В состав правительственной коалиции вошли:
- министр-председатель и министр внутренних дел — князь Г. Е. Львов;
- военный и морской министр — А. Ф. Керенский (эсер);
- министр юстиции — П. Н. Переверзев (трудовик);
- министр иностранных дел — М. И. Терещенко;
- министр путей сообщения — Н. В. Некрасов;
- министр торговли и промышленности — А. И. Коновалов;
- министр народного просвещения — А. А. Мануйлов;
- министр финансов — А. И. Шингарёв;
- министр земледелия — В. М. Чернов (эсер);
- министр почт и телеграфов — И. Г. Церетели (меньшевик);
- министр труда — М. И. Скобелев (меньшевик);
- министр продовольствия — А. В. Пешехонов (народный социалист);
- министр государственного призрения — князь Д. И. Шаховской;
- обер-прокурор Святейшего Синода — В. Н. Львов;
- государственный контролёр — И. В. Годнев.

В мае было образовано министерство труда, из отделов прежних министерств выделились министерство продовольствия, министерство государственного призрения и министерство почт и телеграфов.
6 (19) мая 1917 была обнародована декларация коалиционного правительства, в которой оно обещало «неуклонно и решительно бороться с хозяйственной разрухой страны», выполнить «подготовительные работы» к аграрной реформе, укрепить демократические начала в армии, организовать и укрепить её боевые силы и т. п. В декларации говорилось о стремлении правительства к скорейшему достижению всеобщего мира.
25 мая (7 июня) 1917 было образовано Особое совещание по подготовке закона о выборах в Учредительное собрание. Выборы были назначены на 17 сентября, но позднее были перенесены на 12 ноября.
В июне при Временном правительстве для выработки экономической политики были учреждены Экономический совет и Главный экономический комитет. В них, наряду с промышленниками и министрами, входили и представители профсоюзов.
В то же время, как пишут авторы «Чёрной книги коммунизма», «популярные среди тысяч рабочих меньшевики и наиболее влиятельная на селе партия — социалисты-революционеры, — согласившись в мае войти в правительство, обнаружили, что сам факт участия их представителей в правительстве, заботящемся о порядке и законности, лишает их возможности проводить давно задуманные ими реформы. Например, социалистам-революционерам не удалось осуществить „чёрный передел“, или, пользуясь термином их программы, „социализацию“ земли. Приняв участие в управлении „буржуазным“ государством и в защите его, умеренные социалистические партии уступили „протестное поле“ большевикам, не получив при этом никакой выгоды от участия в правительстве, с каждым днём всё менее влияющим на положение в стране».
18 июня (1 июля) 1917 на Юго-Западном фронте началось стратегическое наступление Русской армии. Наступление планировалось на конец апреля — начало мая, но хаос и разложение войск, возникшие в результате Февральской революции, сделали невозможным проведение наступления в намеченные сроки, и оно было отложено на конец июня. Через два дня, однако, несмотря на значительное превосходство в живой силе и технике, наступление остановилось и 20 июня (3 июля) 1917 было прекращено, ввиду того, что войска отказались идти в бой. В ходе наступления и в результате последовавшего контрнаступления австро-германских войск русская армия понесла серьёзнейшие потери. Возобновление активных боевых действий на фронте привело к массовым антиправительственным выступлениям в Петрограде.

### Июньский кризис
Первый Всероссийский съезд Советов рабочих и солдатских депутатов, прошедший 3—24 июня (16 июня — 7 июля), на котором преобладали эсеры и меньшевики, поддержал коалиционное правительство и отклонил требование большевиков о прекращении войны и передаче власти Советам. Это усилило возмущение масс. Антидемократические действия Временного правительства (в частности, распоряжение от 7 (20) июня 1917 о конфискации дачи бывшего царского министра П. Н. Дурново, где помещались рабочий клуб и учреждения профсоюзов Выборгского района) привели к тому, что 8 (21) июня 1917 забастовали рабочие 29 заводов Петрограда. ЦК и ПК РСДРП(б), чтобы придать выступлению организованный характер, в тот же день назначили на 10 (23) июня 1917 мирную демонстрацию рабочих и солдат. По настоянию эсеров и меньшевиков Первый съезд Советов 9 (22) июня 1917 запретил проведение антиправительственной демонстрации, обвинив большевиков в «военном заговоре». ЦК РСДРП(б), не желая противопоставлять себя съезду, в ночь с 9 на 10 (с 22 на 23) июня постановил отменить демонстрацию.
Тем временем эсеро-меньшевистские лидеры приняли на съезде решение о проведении 18 июня (1 июля) 1917 общеполитической демонстрации под знаком доверия Временному правительству. Вопреки их ожиданиям, однако, демонстрация, в организации которой участвовали большевики и которая собрала около 500 тыс. чел., прошла под лозунгами «Вся власть Советам!», «Долой 10 министров-капиталистов!», «Хлеба, мира, свободы!». Под этими же лозунгами прошли демонстрации в Москве, Минске, Иваново-Вознесенске, Твери, Нижнем Новгороде, Харькове и др. городах. Июньская демонстрация показала, по выражению лидера большевиков В. И. Ленина, что «кризис неслыханных размеров надвинулся на Россию…». Июньский кризис, не вылившись в кризис буржуазной власти, выявил, однако, крепнущее единство требований и действий рабочих и солдат, рост влияния партии большевиков в массах. Причины возникновения кризиса не были устранены. Следствием этого явились события июля.

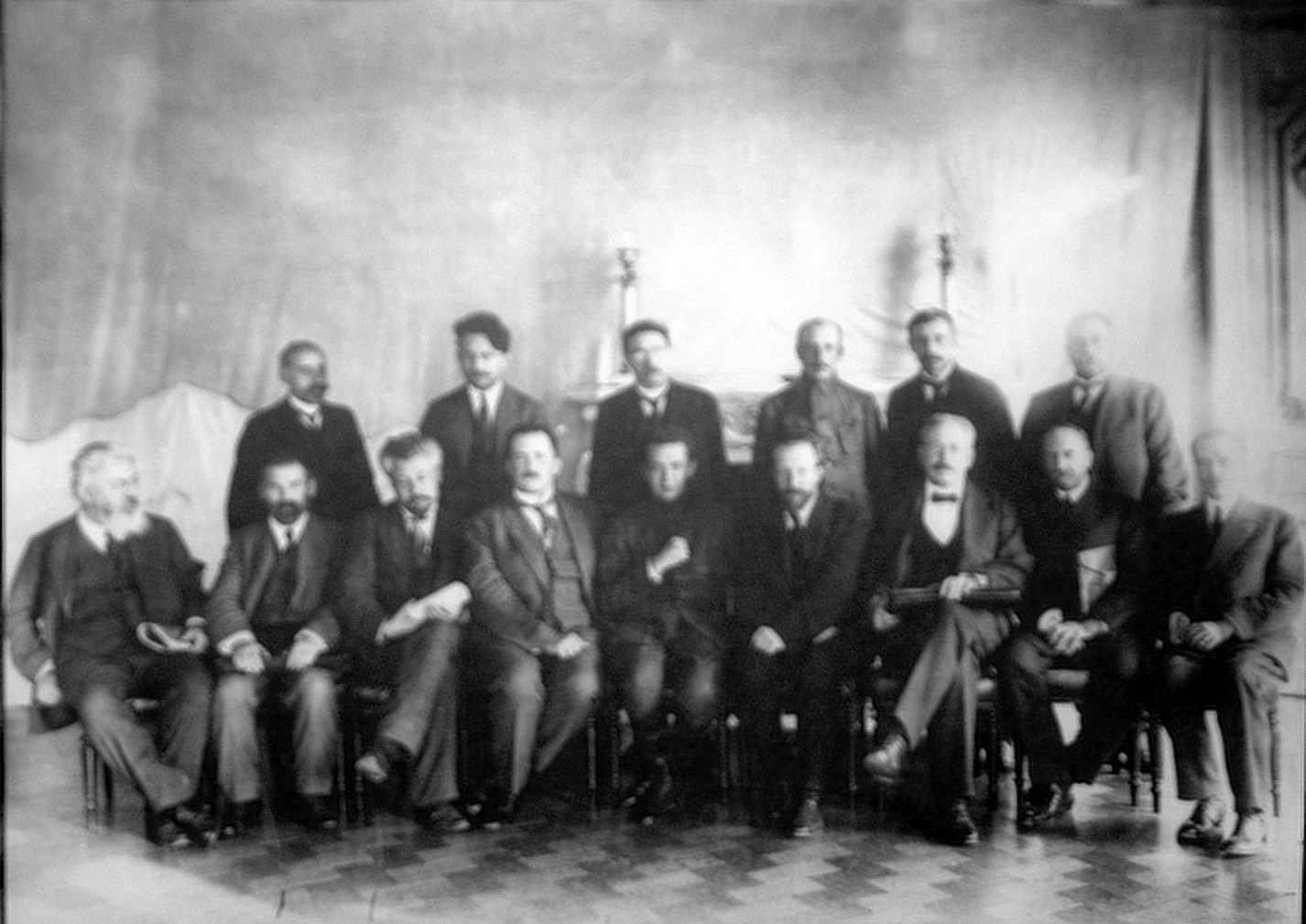
Второе коалиционное Временное правительство России (1917). Слева направо (сидят): И. Н. Ефремов, С. В. Пешехонов, В. М. Чернов, Н. В. Некрасов, А. Ф. Керенский, Н. В. Авксеньев, А. М. Никитин, С. Ф. Ольденбург, Ф. Ф. Кокошкин. Слева направо (стоят): А. С. Зарудный, М. И. Скобелев, С. Н. Прокопович, Б. В. Савинков, А. В. Карташёв, П. П. Юренев

### Июльский кризис. Уход большевиков в подполье. Второе коалиционное правительство
В знак протеста против уступок Временного правительства автономистским требованиям Центральной рады 2 (15) июля 1917 три министра-кадета ушли в отставку.
3 (16) июля 1917 года в Петрограде начались антиправительственные выступления, в которых приняли активное участие большевики. Демонстрация, заявленная как мирная, быстро переросла в вооружённое противостояние демонстрантов с городскими жителями и частями Петроградского гарнизона, верными правительству:253.
В ответ Временное правительство ввело в Петрограде военное положение, начало преследование партии большевиков, расформировало части, принимавшие участие в демонстрации 3 (16) июля 1917, ввело смертную казнь на фронте.
Июльские события нарушили неустойчивое равновесие сил между Временным правительством и Петроградским Советом («двоевластие»).
В разгар июльского кризиса финский сейм провозгласил независимость Финляндии от России во внутренних делах и ограничил компетенцию Временного правительства вопросами военной и внешней политики. 12 (25) июля Сейм направил в адрес Временного правительства требование признать «неотъемлемые права Финляндии». Правительство отказало Финляндии в самоопределении (до решения Учредительного собрания) и разогнало Сейм.
7 (20) июля в отставку подал министр юстиции Переверзев. За ним ушёл в отставку и председатель Временного правительства князь Львов.
24 июля (6 августа) 1917 было сформировано второе коалиционное правительство, в которое вошли 5 эсеров, 2 меньшевика, 4 кадета, 2 радикальных демократа и 2 беспартийных. Назначение министром-председателем Временного правительства эсера А. Ф. Керенского способствовало принятию ВЦИК Советов рабочих и солдатских депутатов решения о признании за правительством неограниченных полномочий. Численный перевес в этом правительстве был у социалистов, но, по существу, оно реализовывало кадетскую программу, и кадеты вновь вернулись в правительство.
В этот период в государственном управлении возросла роль министра-председателя Временного правительства, в результате чего в стране фактически установился режим бонапартизма А. Ф. Керенского, который свернул курс на демократизацию общественного строя путём усиления карательных функций государства. Политика лавирования между основными политическими силами страны (между кадетско-монархическим блоком и блоком кадетов и социалистов), однако, вызывает недовольство в обоих лагерях.

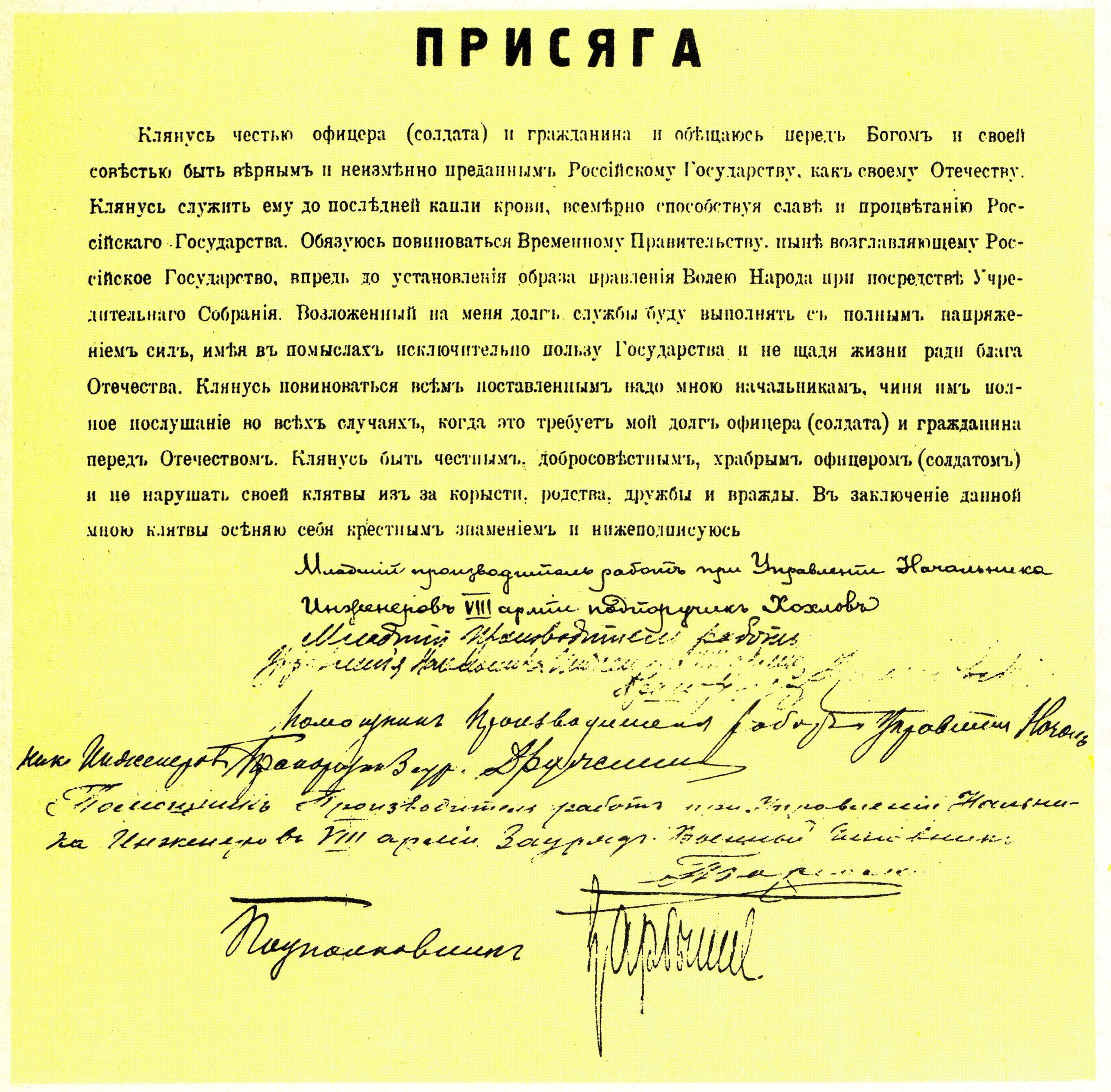
Переприсяга Временному правительству военнослужащих инженерного корпуса Императорской армии. 1917

В состав второго коалиционного правительства вошли:
- Министр-председатель и военный и морской министр — А. Ф. Керенский (эсер)
- заместитель министра-председателя и министр финансов — Н. В. Некрасов (радикальный демократ);
- министр внутренних дел — Н. Д. Авксентьев (эсер);
- министр иностранных дел — М. И. Терещенко (беспартийный);
- министр юстиции — А. С. Зарудный (трудовик);
- министр народного просвещения — С. Ф. Ольденбург (кадет);
- министр торговли и промышленности — С. Н. Прокопович (беспартийный);
- министр земледелия — В. М. Чернов (эсер);
- министр почт и телеграфов — А. М. Никитин (меньшевик);
- министр труда — М. И. Скобелев (меньшевик);
- министр продовольствия — А. В. Пешехонов (народный социалист);
- министр государственного призрения — И. Н. Ефремов (радикальный демократ);
- министр путей сообщения — П. П. Юренев (кадет);
- обер-прокурор Святейшего Синода — А. В. Карташёв (кадет);
- государственный контролёр — Ф. Ф. Кокошкин (кадет).

### Государственное совещание в Москве

Керенский, Александр Фёдорович

12-15 (25-28) августа состоялось созванное Временным правительством Государственное совещание в Москве.
В совещании приняли участие около 2500 человек, в том числе 488 депутатов Государственной думы всех четырёх созывов, 147 гласных городских дум, 117 представителей армии и флота, 313 от кооперативов, 150 от торгово-промышленных кругов и банков, 176 от профсоюзов, 118 от земств; 129 человек представляли Советы крестьянских депутатов и 100 — Советы рабочих и солдатских депутатов; присутствовали также представители интеллигенции (83 человека), национальных организаций (58), духовенства (24) и т. д. На совещании присутствовали представители всех крупнейших политических партий, за исключением большевиков.
Председательствовал на совещании министр-председатель Временного правительства А. Ф. Керенский.
Часть московских рабочих, организованных революционными политическими силами, в связи с Совещанием объявила однодневную всеобщую забастовку, в которой участвовало свыше 400 тыс. человек.
Государственное совещание потребовало радикальных законодательных мер по ликвидации Советов, упразднению солдатских комитетов, запрещению митингов и собраний, подавлению крестьянского и национального движений, милитаризации промышленного производства, восстановлению смертной казни в тылу и т. д. Таким образом, Государственное совещание не только фактически ликвидировало режим двоевластия и поддержало режим бонапартизма, но и создало базу для юридического оформления диктатуры.

### Выступление генерала Корнилова
Сталкиваясь со всё возрастающей анархией, промышленные магнаты, крупные землевладельцы, командование армией и многие либералы склонялись к военному перевороту, который и был подготовлен Верховным главнокомандующим генералом от инфантерии Корниловым (25-30 августа 1917 года). В ходе этих событий раскрылась сущность бонапартистского режима Керенского. Корнилов, на основании предварительной договорённости с Керенским, двинул на Петроград войска под командованием генерала Крымова, однако в последний момент, боясь потерять власть, министр-председатель отказался поддержать выступление, назвав действия Верховного главнокомандующего «контрреволюционным мятежом».
В случае победы военных, безусловно, гражданская власть, которая при всей своей слабости всё ещё цеплялась за формальное право управления страной, была бы ликвидирована. Однако неудача корниловского переворота вызвала окончательный кризис Временного правительства, переставшего контролировать все традиционные рычаги власти.
Большевики приняли активное участие в организации ликвидации мятежа, что положило начало процессу большевизации Советов и повышению их авторитета среди революционных масс.
Казачьи части, участвовавшие в мятеже, были после его подавления рассредоточены малыми соединениями в прифронтовой полосе.

### Директория. Демократическое совещание. Третье коалиционное правительство. Предпарламент

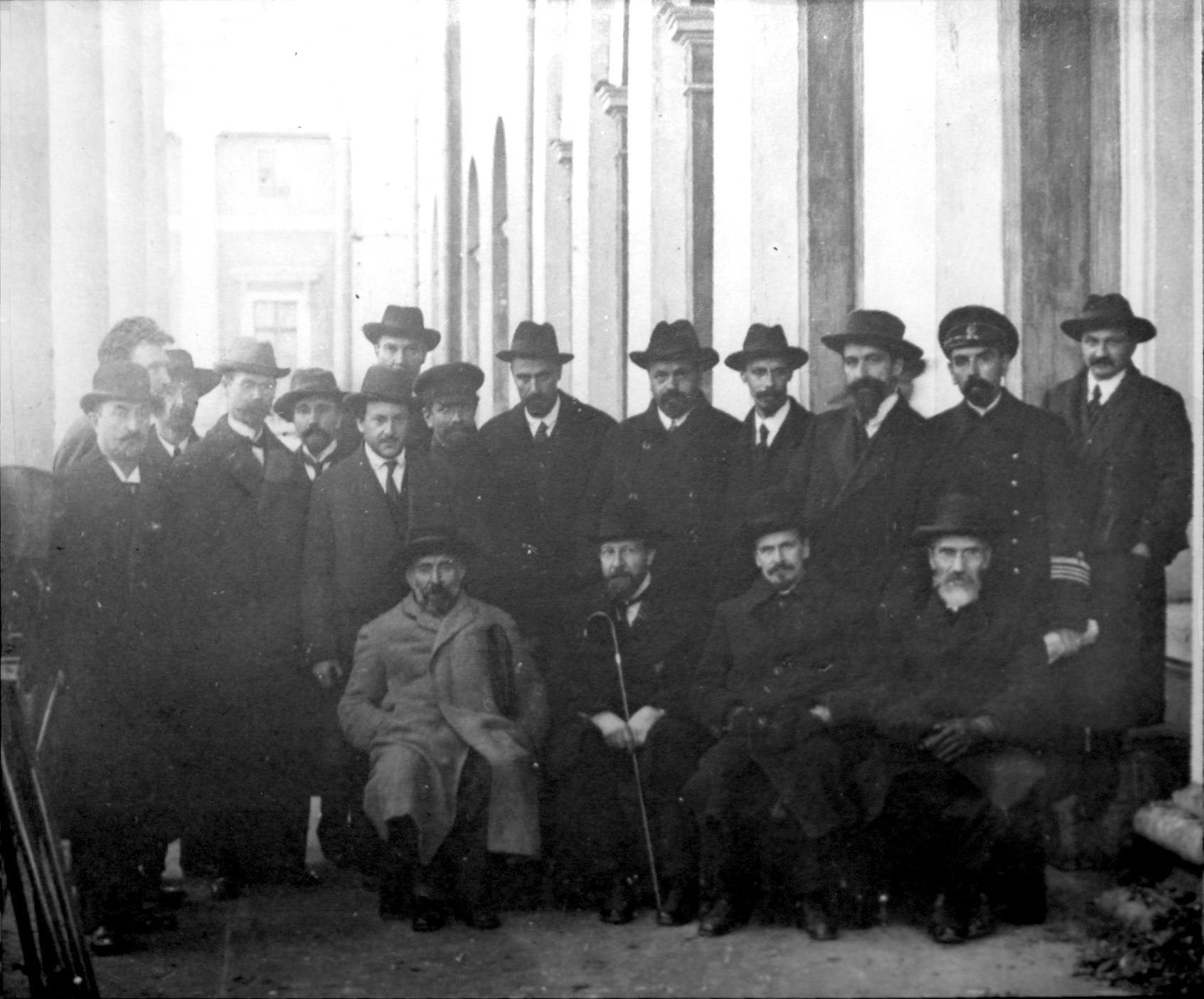
Президиум всероссийского демократического совещания (Петроград, Александровский театр, 14-22 сентября 1917 года по старому стилю)

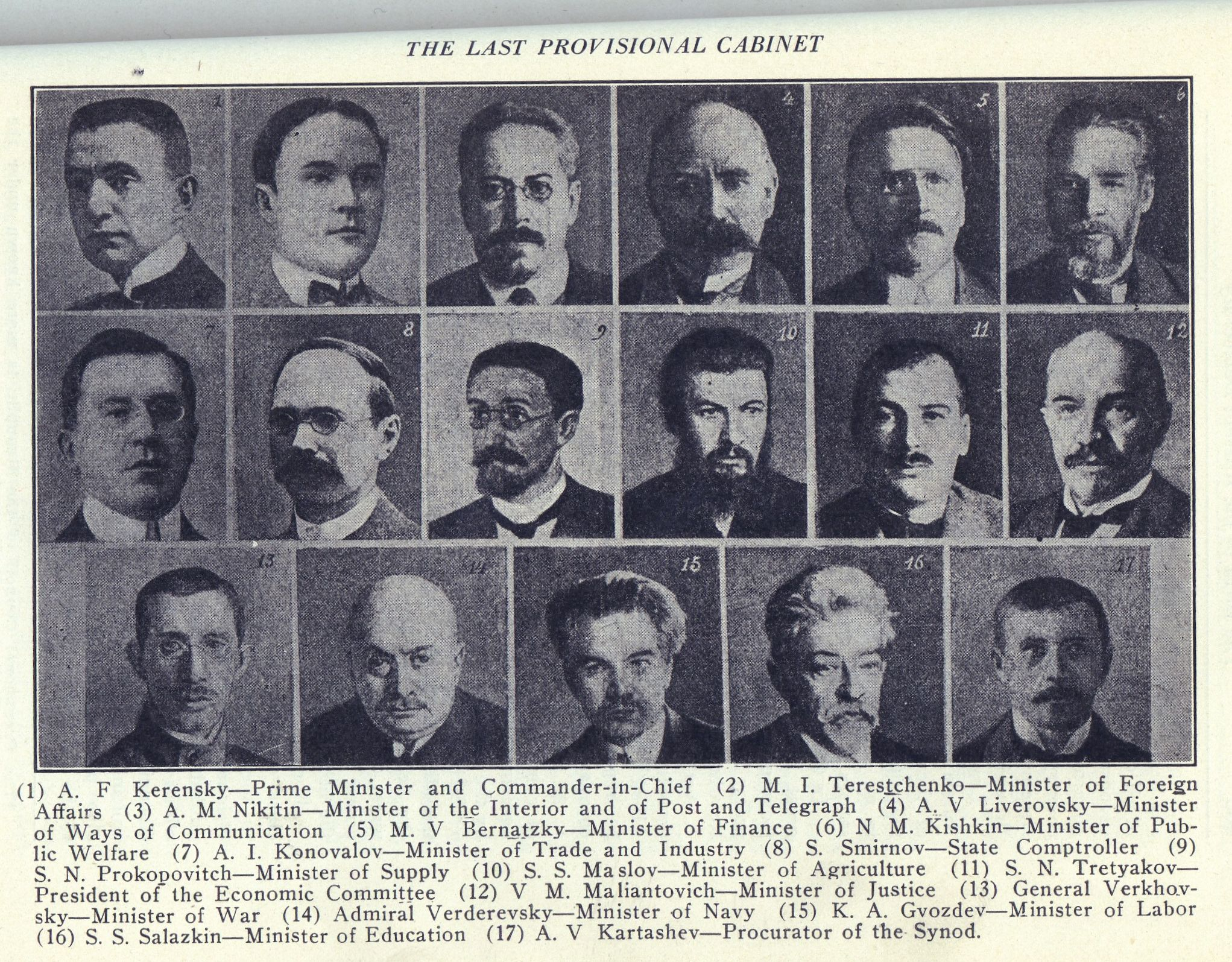
Состав третьего коалиционного правительства

Созданию третьего коалиционного правительства предшествовал провал корниловского мятежа. В условиях острого политического кризиса, когда Советы продемонстрировали свою реальную силу, кадетам, поддержавшим мятеж, пришлось покинуть правительство, а меньшевики и эсеры не решились поначалу вновь пойти по пути создания правительственной коалиции. 1 (14) сентября Керенский образовал новый орган власти из пяти основных министров — Директорию («Совет пяти» — А. Ф. Керенский, М. И. Терещенко, А. И. Верховский, Д. Н. Вердеревский, А. М. Никитин).
В постановлении Временного правительства от 2 сентября говорилось: «Срочная необходимость принятия немедленных мер для восстановления порядка побудила Правительство передать полноту власти: пяти лицам … во главе с министром-председателем. Временное правительство своей главной задачей считает восстановление государственного порядка и боеспособности армии, будучи убеждённым в том, что только сосредоточение всех живых сил может вывести родину из того тяжёлого положения, в котором она находится. Временное правительство будет стремиться к расширению своего состава путём привлечения в свои ряды представителей всех тех ведомств, кто … общие интересы … ставит выше временных и частных интересов отдельных партий или классов».
Директория под давлением Советов провозгласила Россию республикой.
14 (27) сентября — 22 сентября (5 октября) состоялось Всероссийское демократическое совещание, созванное по инициативе ЦИК Советов рабочих и солдатских депутатов и Исполкома Всероссийского Совета крестьянских депутатов — в противовес августовскому Московскому государственному совещанию. В совещании приняли участие представители лишь демократических политических партий и общественных организаций. Представители правых сил не приглашались. Один из принципиальных вопросов, вынесенных на обсуждение, касался отношения демократических сил к кадетам и возможности или невозможности создания с ними правительственной коалиции. После того, как большевики оказались единственной политической силой, проголосовавшей против допустимости коалиции с кадетами, они покинули зал заседания и приступили к подготовке собственных планов ликвидации «временной власти» и передачи её в руки Советов путём установления диктатуры пролетариата.
Демократическое совещание избрало постоянно действующий Временный совет республики — Предпарламент. Предполагалось, что ему станет подотчётно правительство, но на деле Предпарламент сам стал лишь совещательным органом при Временном правительстве и заметной роли в укреплении государственной системы не сыграл.
25 сентября (8 октября) Керенский создаёт третье коалиционное правительство, в которое вошли:
- Министр-председатель и Верховный главнокомандующий — эсер А. Ф. Керенский;
- заместитель Министра-председателя и министр торговли и промышленности — кадет А. И. Коновалов;
- министр внутренних дел и министр почт и телеграфов — меньшевик А. М. Никитин;
- министр иностранных дел — М. И. Терещенко;
- военный министр — А. И. Верховский;
- морской министр — Д. Н. Вердеревский;
- министр финансов — М. В. Бернацкий;
- министр юстиции — меньшевик П. Н. Малянтович;
- министр путей сообщения — А. В. Ливеровский;
- министр народного просвещения — С. С. Салазкин;
- министр земледелия — эсер С. Л. Маслов;
- министр труда — меньшевик К. А. Гвоздев;
- министр продовольствия — С. Н. Прокопович;
- министр государственного призрения — кадет Н. М. Кишкин;
- обер-прокурор Святейшего Синода — кадет А. В. Карташёв;
- государственный контролёр — кадет С. А. Смирнов;
- председатель экономического совета — С. Н. Третьяков.

В последний состав Временного правительства вошли 4 кадета, 2 эсера, 3 меньшевика, 1 трудовик, 1 «независимый» и 2 военных специалиста.
В октябре правительство учредило Особую комиссию Юридического совещания по составлению проекта основных государственных законов под председательством профессора Н. И. Лазаревского (затем В. М. Гессена). С 11 по 24 октября эта комиссия разрабатывала проект новой конституции, по которой Россия становилась буржуазной республикой во главе с обладавшим широчайшими полномочиями президентом, избираемым Учредительным собранием на один год, и двухпалатным парламентом. Закончить работу комиссия не успела, и «Конституцию Российского государства» дописывали в 1919 г. уже в Париже.

## Свержение Временного правительства
26 октября (8 ноября) 1917 года в 2 часа 10 минут Временное правительство было арестовано.
17 (30) ноября 1917 года Временное правительство обратилось к народу через кадетскую газету «Наша речь» с последними словами:

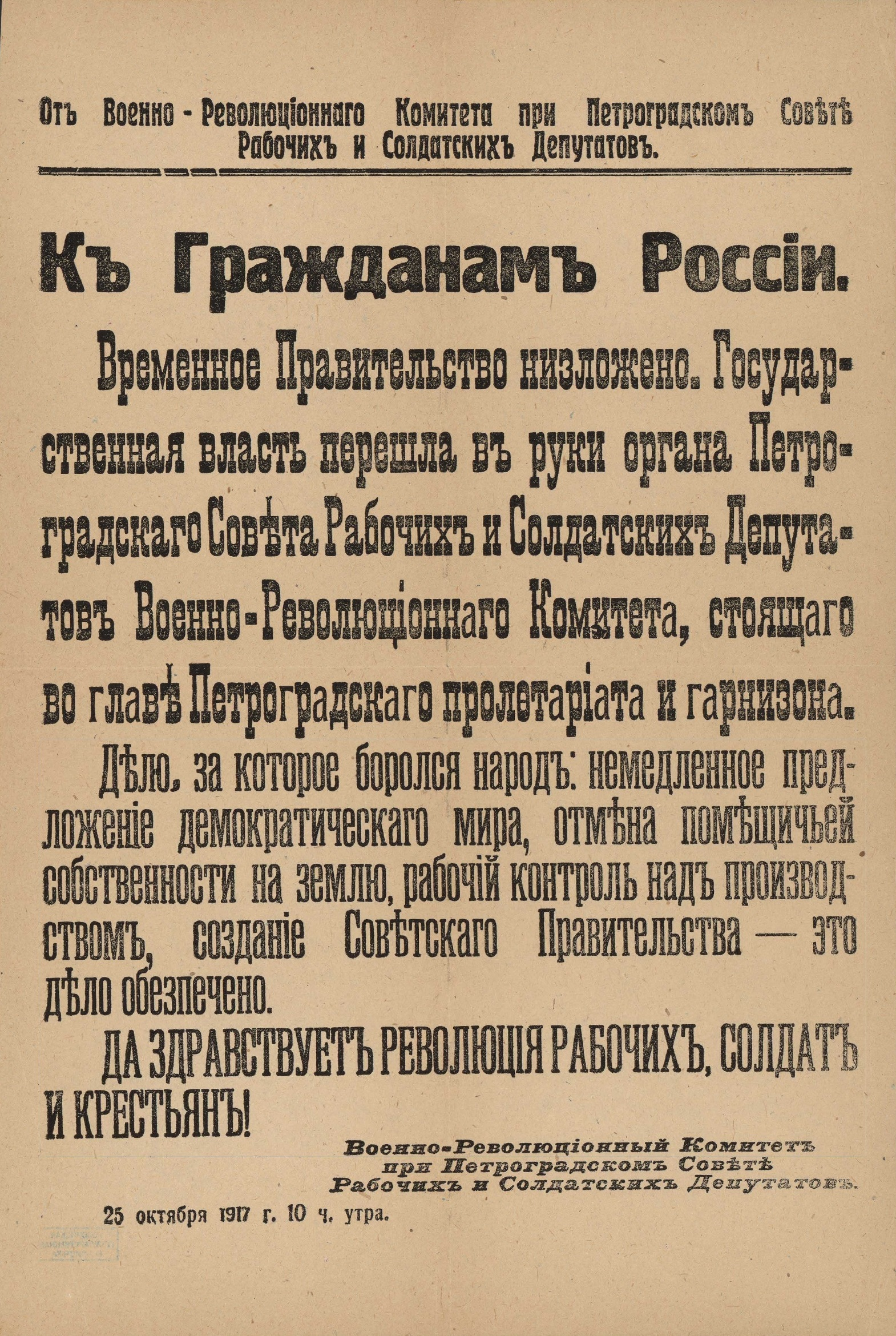
Обращение Военно-революционного комитета Петроградского совета к трудящимся

«Октябрьский мятеж… работу Временного правительства оборвал за несколько дней до всенародных и свободных выборов в Учредительное собрание… Измученные трёхлетней войной, солдатская и рабочая массы, соблазнённые заманчивыми лозунгами „немедленного мира, хлеба и земли“, справедливыми по существу, но неосуществимыми немедленно, взяли в руки оружие, арестовали Временное правительство, стали захватывать важнейшие государственные учреждения, уничтожать гражданские свободы и угрожать жизни и безопасности граждан, беззащитных перед лицом начавшейся анархии… Опасаясь, что насилие не остановится и перед тем, чтобы поднять руку даже и на Учредительное Собрание, если оно не будет творить их волю, Временное правительство призывает всех граждан армии и тыла к единодушной защите Учредительного собрания для обеспечения ему возможности властно и твёрдо выразить народную волю…»

## Подпольная деятельность после захвата власти большевиками
Большинство членов свергнутого правительства считали своей задачей сохранение правительственного аппарата в предвидении скорого краха большевизма, поэтому Временное правительство «в подполье», по словам историка революции С. П. Мельгунова, ограничивало свою деятельность поддержкой политического саботажа. С провалом выступления Керенского — Краснова центр антибольшевистского сопротивления сконцентрировался в Ставке Верховного главнокомандования под руководством генерала Духонина и Общеармейском комитете. Временному правительству предлагалось собраться в Ставке, оказав ей поддержку и сделав её положение более определённым с точки зрения оснований для противостояния с большевистским Петроградом. Позиции генерала Духонина значительно усилились бы, если бы в Могилёве наряду с властью военной появилась, с прибытием остатков «законного Временного правительства», и власть политическая, однако члены Временного правительства фактически отказали Духонину даже в моральной поддержке в тот момент, когда большевики начали от него требовать решения вопроса о перемирии.
Деятельность Временного «подпольного» правительства, по мнению Мельгунова, следует рассматривать в контексте призыва «не расточать сил перед Учредительным Собранием» (по результатам которого, как предполагалось, большевики гарантированно должны были распрощаться с захваченной властью), с одновременным отказом от вооружённой борьбы с большевиками до созыва Собрания из-за уверенности в торжестве контрреволюции в случае, если большевизм будет раздавлен при помощи силы.

Выдержка из речи Д. С. Мережковского на митинге писателей, по словам Мельгунова, выражала мнение довольно широких общественных кругов: 
«Солнце русской земли» потушить нельзя. Когда оно взойдёт, исчезнут все призраки. Или, может быть, упырь захочет потушить солнце? Ну что же, пусть попробует. Не надо быть пророком, чтобы предсказать, что на Учредительном собрании Ленин сломает себе голову
Однако надежды на Учредительное собрание привели к ещё большему снижению общественной сопротивляемости большевизму и означали фактическое признание октябрьской победы большевиков. Самогипнозом лозунга «до Учредительного Собрания» была парализована воля к сопротивлению даже у активных людей, приспособленных к активной борьбе. Атмосфера уверенности в том, что новая власть не может не созвать Учредительное собрание, на деле означала временную капитуляцию перед новой властью.
Временное правительство пребывало в полной уверенности, что жизнь вскоре вернётся в старое русло. Правительство в подполье, в частности, приняло решение ассигновать 10 млн руб. Особому Совещанию по топливу на цели погашения срочных платежей «по продовольствию, обмундированию и на инструменты», ссудило 7½ млн руб. на заготовку дров городскому самоуправлению, отпустило 431 тыс. руб. на переоборудование технических железнодорожных училищ и т. д. Правительство обсуждало и вопрос об ассигновании 4 млн. 800 тыс. «для разработки сланцев под Петербургом». Только с исчерпанием наличных в Государственном Банке после его захвата 15 (28) ноября большевиками финансово-административная деятельность подпольного Временного правительства прекратилась.

## Судьба членов Временного правительства
Из семнадцати членов последнего Временного правительства восемь эмигрировали в 1918—1920 годах. Все они умерли своей смертью, за исключением С. Н. Третьякова (завербован ОГПУ в 1929, в 1942 арестован гестапо как советский агент и в 1944 расстрелян в немецком концлагере). Военно-морской министр адмирал Д. Н. Вердеревский в мае 1945 года явился в советское посольство во Франции, успел получить советский паспорт. Умер в 1947 в возрасте 73 лет.
С. Н. Прокопович был выслан в 1922. Он также умер своей смертью.
Из оставшихся в СССР четверо были расстреляны во время Большого террора 1938—1940 годах: А. М. Никитин, А. И. Верховский, П. Н. Малянтович, С. Л. Маслов. Ещё четверо умерли своей смертью: А. В. Ливеровский (1867—1951; дважды арестовывался в 1933—1934 гг., но затем освобождался), С. С. Салазкин (1862—1932), К. А. Гвоздев (1882—1956; в 1931—1949 почти непрерывно в тюрьме, затем до 30 апреля 1956 в ссылке, освобождён за два месяца до смерти) и Н. М. Кишкин (1864—1930; неоднократно арестовывался; в конце 1920-х лишён пенсии и продовольственных карточек, вскоре после этого умер).
Из предыдущих составов Временного правительства в советское время трое были расстреляны:
- Н. В. Некрасов,
- М. И. Скобелев,
- Д. И. Шаховской;

Ф. Ф. Кокошкин и А. И. Шингарёв были убиты в тюремной больнице; В. Н. Львов умер в тюрьме.